# Мігалово (аеродром)
Мігалово — військовий аеродром на околиці міста Твер, поблизу мікрорайону Мігалово (колишнє військове містечко). Це одна з баз 224-й льотного загону, оснащеного транспортними літаками Іл-76МД та Ан-124. На аеродромі також дислокується командування 12-а військово-транспортної авіаційної дивізії та 8-й полк з її складу.

## Історія
13 жовтня 1941 року на літаках І-16 аеродром покинув 495-й ВАП 6-го ВАК ППО. Вже надвечір наступного дня в Мігалово приземлилась перша ланка «Junkers Ju 88» з I./StG2. Німецькі війська одразу зайняли оборону аеродрому, що піддавався постійним ударам з боку радянських військ.
18 жовтня 1941 року група МіГ-3 та І-16 з 27-го ВАП 6-го ВАК ППО здійснила авіаудар по аеродрому, де за даними розвідки почали базуватись німецькі винищувачі та штурмовики.
З 20 вересня 1942 року начальником авіагарнізону «Мігалово» призначений майор Дачанідзе Олександр Миколайович.
17 серпня 1948 року 28-й гвардійський винищувальний авіаполк отримав наказ про перебазування на аеродром Мігалово. З 1 жовтня 1948 року полк приступив до льотної роботи й заступив на бойове чергування в складі ППО Москви з аеродрому Мігалово.
З кінця 1974 року на аеродромі базується переведений з Кубинки 274-й авіаційний полк винищувачів-бомбардувальників. Полк отримав літаки Су-17, причому це був перший зі стройових полків, що отримали Су-17М3. Це й же полк першим в ВПС освоїв Су-17М4. На аеродромі в складі 274-го АПВБ базувалися останні літаки типу Су-17 в ВПС.
Станом на 2013 рік на аеродромі розташовувалась Гвардійська Мінська 6955-я авіаційна база (військова частина 21350).
В польотах брали участь Ан-124, Іл-76, Ту-134, Ан-22, Ан-12, Ан-26.
На території аеродрому Мігалово знаходиться пам'ятник літаку Ан-22 «Антей».

### Авіачастини
- (07.41-?) 27 винищувальний авіаційний полк;
- (27.09.41-?) 169 винищувальний авіаційний полк;
- (?-13.10.41) 495 винищувальний авіаційний полк;
- (14.10.41) Sturzkampfgeschwader 2
- (16.10.41-24.10.41) Jagdgeschwader 52
- 1942 486 винищувальний авіаційний полк;
- (12.01.42-01.06.42) 441 винищувальний авіаційний полк;
- (30.01.42-17.02.42; 01.06.42-22.07.42; 08.10.42-08.01.43; 23.06.43-01.03.44) 630 винищувальний авіаполк ППО (147 гв. ВАП);
- (25.09.42-05.11.42) 1 гвардійський винищувальний авіаційний полк;
- (15.10.42-11,42) 486 винищувальний авіаційний полк;
- (05.10.42-?) 163 винищувальний авіаційний полк;
- (19.07.42-29.11.43) (21.08.54-12.03.59) 2-й авіаційний полк дальньої розвідки (47 гв. АПДР);
- (28.10.42-10.11.42; 22.11.42-43) 132-й бомбардувальний авіаційний полк;
- (28.10.42-30.11.42) 157 винищувальний авіаційний полк;
- (17.08.48) 28 гвардійський винищувальний авіаполк;

### Російсько-українська війна
Транспортні літаки 224-го льотного загону були залучені до військових перевезень під час повномасштабного Російського вторгнення в Україну.

## Катастрофи та інциденти
- 9 січня 1942 року при спробі вилетіти на завдання ЛаГГ-3 сержанта Є. М. Бєсова зі 180-го ВАП 48-ї ВАД зазнав катастрофи через втрату орієнтації пілота внаслідок раптового туману[7].